# Astropecten jonstoni.
Astropecten jonstoni. är en sjöstjärneart som först beskrevs av Delle Chiaje 1827.  Astropecten jonstoni. ingår i släktet Astropecten och familjen kamsjöstjärnor. Inga underarter finns listade i Catalogue of Life.

## Bildgalleri

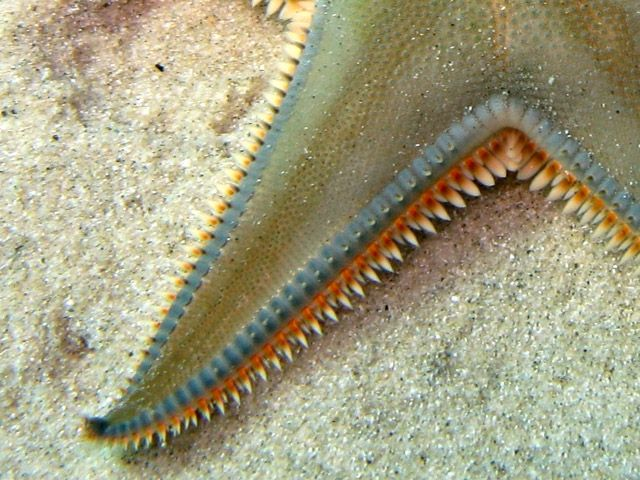
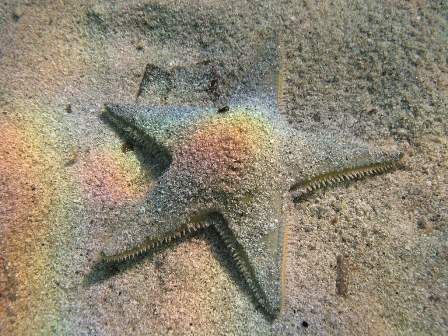
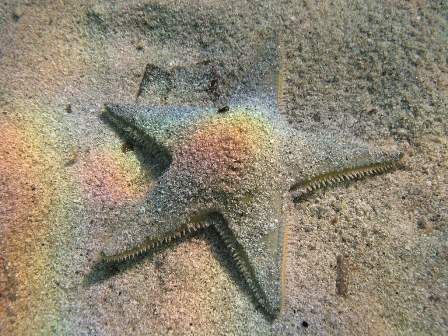